# Frederica Carlota de Hesse-Darmstadt
Frederica Carlota de Hesse-Darmstadt (em alemão, Friederike Charlotte von Hessen-Darmstadt ; Darmstadt, 8 de setembro de 1698 - Darmstadt, 22 de março de 1777) foi uma nobre alemã. Nascida princesa de Hesse-Darmstadt, converteu-se, por matrimônio, em princesa de Hesse-Kassel.

## Família
Frederica Carlota foi a filha mais nova do primeiro casamento do landgrave Ernesto Luís de Hesse-Darmstadt com a princesa Doroteia Carlota de Brandemburgo-Ansbach. Os seus avós paternos eram o landgrave Luís VI de Hesse-Darmstadt e a princesa  Isabel Doroteia de Saxe-Gota-Altemburgo. Os seus avós maternos eram o margrave Alberto II de Brandemburgo-Ansbach e a margravina Sofia Margarida de Oettingen-Oettingen.

## Casamento e descendência
Em 1720 Frederica casou-se com o landgrave Maximiliano de Hesse-Cassel num casamento arranjado com o objectivo de melhorar as relações entre os dois estados. Tiveram oito filhos:
- Carlos de Hesse-Cassel (30 de setembro de 1721 - 23 de novembro de 1722), morreu com um ano de idade.
- Ulrica Frederica Guilhermina de Hesse-Cassel (31 de outubro de 1722 - 28 de fevereiro de 1787), casada com o duque Frederico Augusto I de Oldemburgo; com descendência.
- Cristiana Carlota de Hesse-Cassel (11 de fevereiro de 1725 - 4 de junho de 1782), cónega da Abadia de Herford de 17 desde Abril de 1765, cónega da Abadia de Herford e, depois abadessa.
- Maria de Hesse-Cassel (25 de fevereiro de 1726 - 14 de março de 1727), morreu com um ano de idade.
- Guilhermina de Hesse-Cassel (25 de fevereiro de 1726 - 8 de outubro de 1808), casada com o príncipe Henrique da Prússia; sem descendência.
- Natimorto (outubro de 1729)
- Isabel Sofia de Hesse-Cassel (10 de novembro de 1730 - 4 de fevereiro de 1731), morreu aos três meses de idade.
- Carolina Guilhermina de Hesse-Cassel (10 de maio de 1732 - 22 de maio de 1759), casada com o príncipe Frederico Augusto de Anhalt-Zerbst; sem descendência.

O casamento não foi feliz. Frederica Carlota permanecia muito pouco na corte em Kassel, preferindo ficar, por longos períodos - sozinha ou com suas filhas -,  com seu pai, em  Darmstadt, ainda que suas constantes ausências de Kassel, longe do marido, fossem amplamente criticadas pela família dele. A sua família, por outro lado, também não gostava da vida extravagante de Maximiliano, mas, apesar de todos os apelos em tribunal, o casal não se pôde divorciar por insistência de Maximiliano. Após a morte dele, em maio de 1753, Frederica Carlota deixou Hesse-Kassel para sempre e fixou-se em Darmstadt, onde morreu, a 22 de março de 1777. Foi sepultada na chamada Cripta dos Landgraves, erguida em 1687 na igreja da cidade.